# Урсула Рихтер
Урсула Рихтер (нем. Ursula Richter, настоящее имя Эрика Райсман (Erika Reißmann); 18 апреля 1933 — 2002, Кёпеник) — разведчица ГДР, агент внешней разведки Министерства государственной безопасности ГДР.
Урсула Рихтер работала шеф-секретарём Союза изгнанных и имела доступ к секретным документам, касающимся восточной политики Западной Германии. Во избежание ареста её оперативная деятельность была прекращена в 1985 году, последний раз её видели в Западной Германии 16 августа 1985 года. Вместе с сожителем Лоренцем Бетцингом Рихтер переехала в Восточный Берлин, где проживала под своим настоящим именем. Она отказалась от дальнейшей работы в МГБ ГДР, чтобы не подвергать опасности агента Клауса Курона. Уголовное производство в отношении Райсман, открытое после объединения Германии, было прекращено после выплаты денежного штрафа.